# Konsulat Generalny Rzeczypospolitej Polskiej w Hamburgu

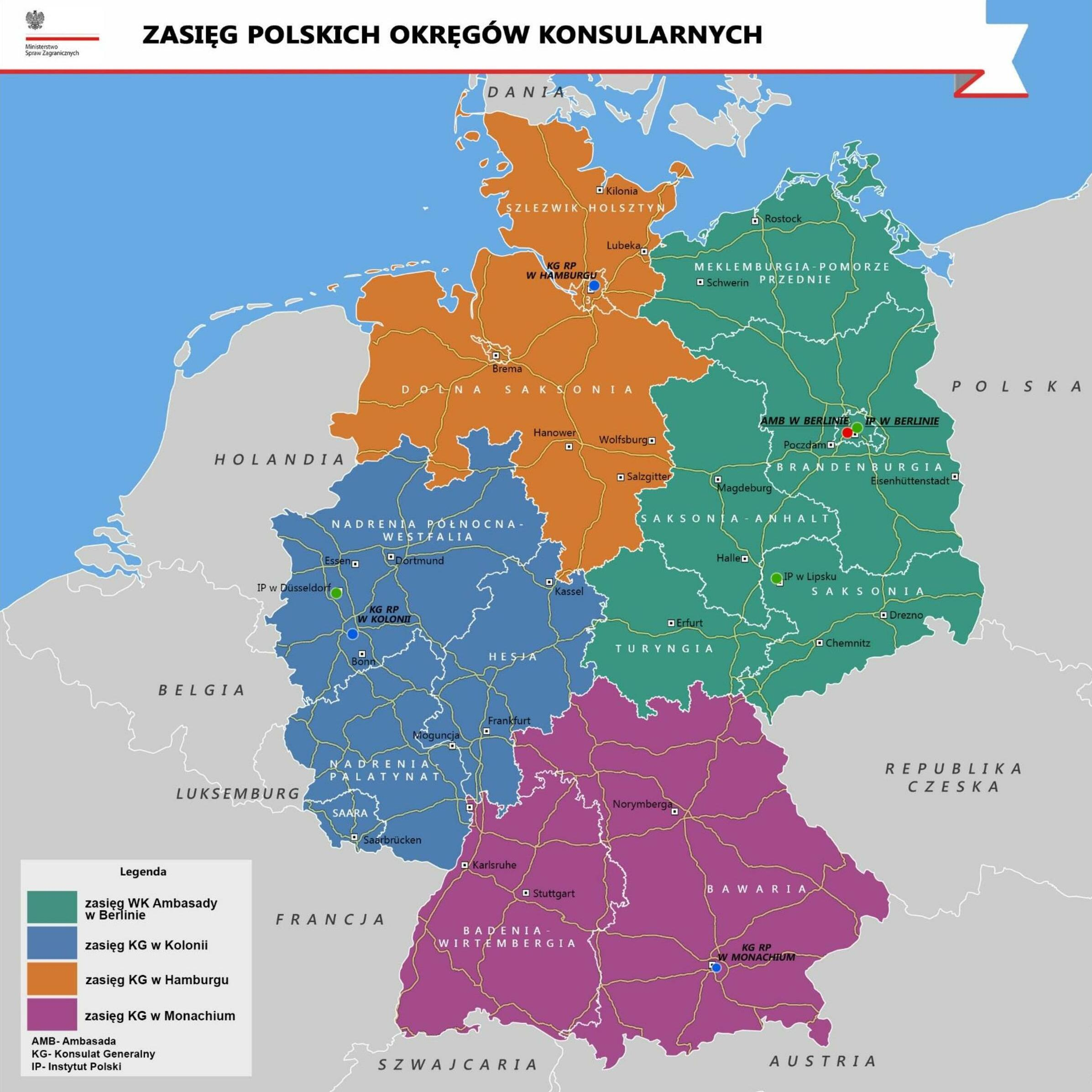
Okręg konsularny Konsulatu Generalnego RP w Hamburgu (kolor pomarańczowy).

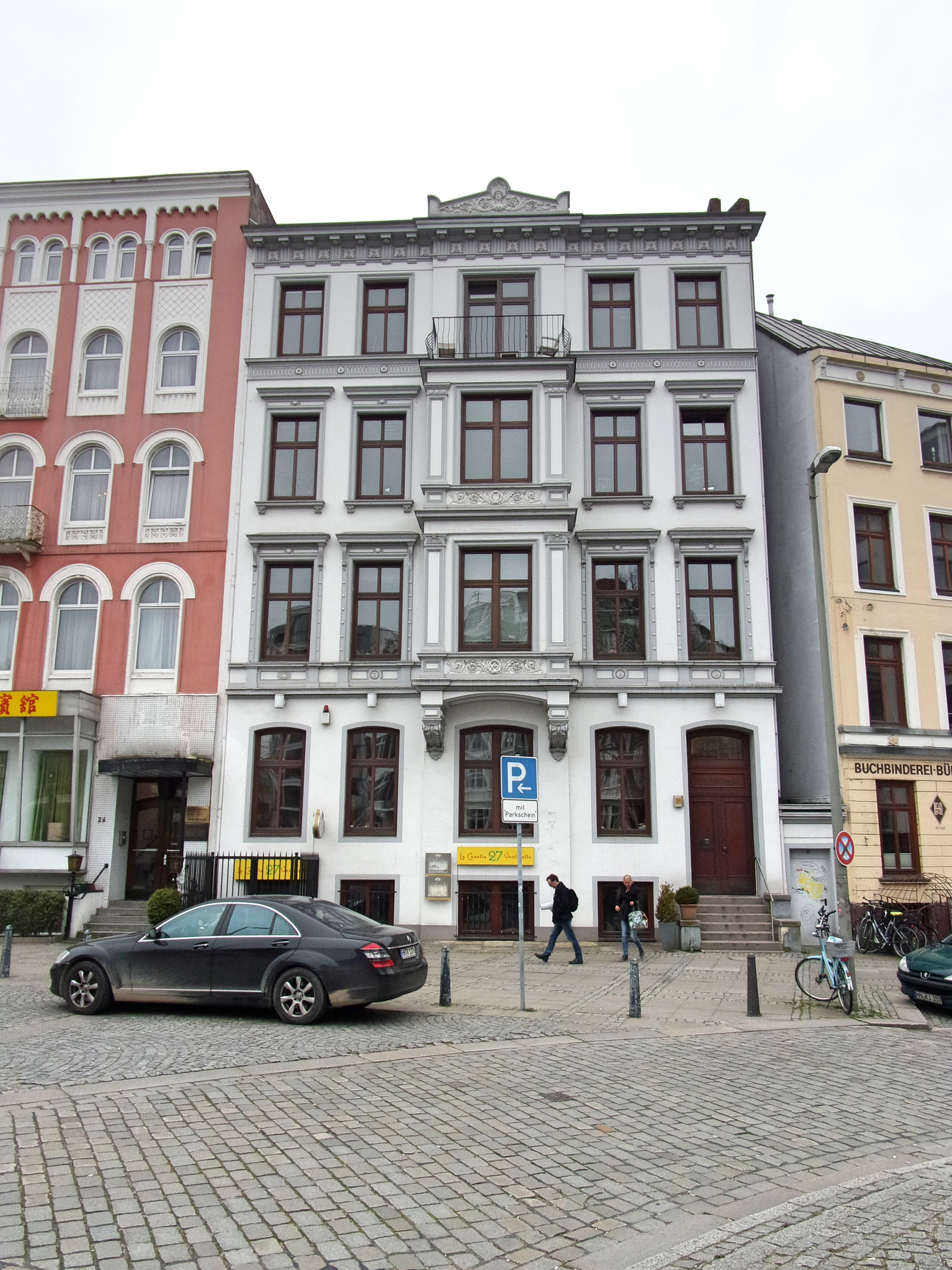
b. siedziba konsulatu przy Kirchenallee 27 (1922–1930)

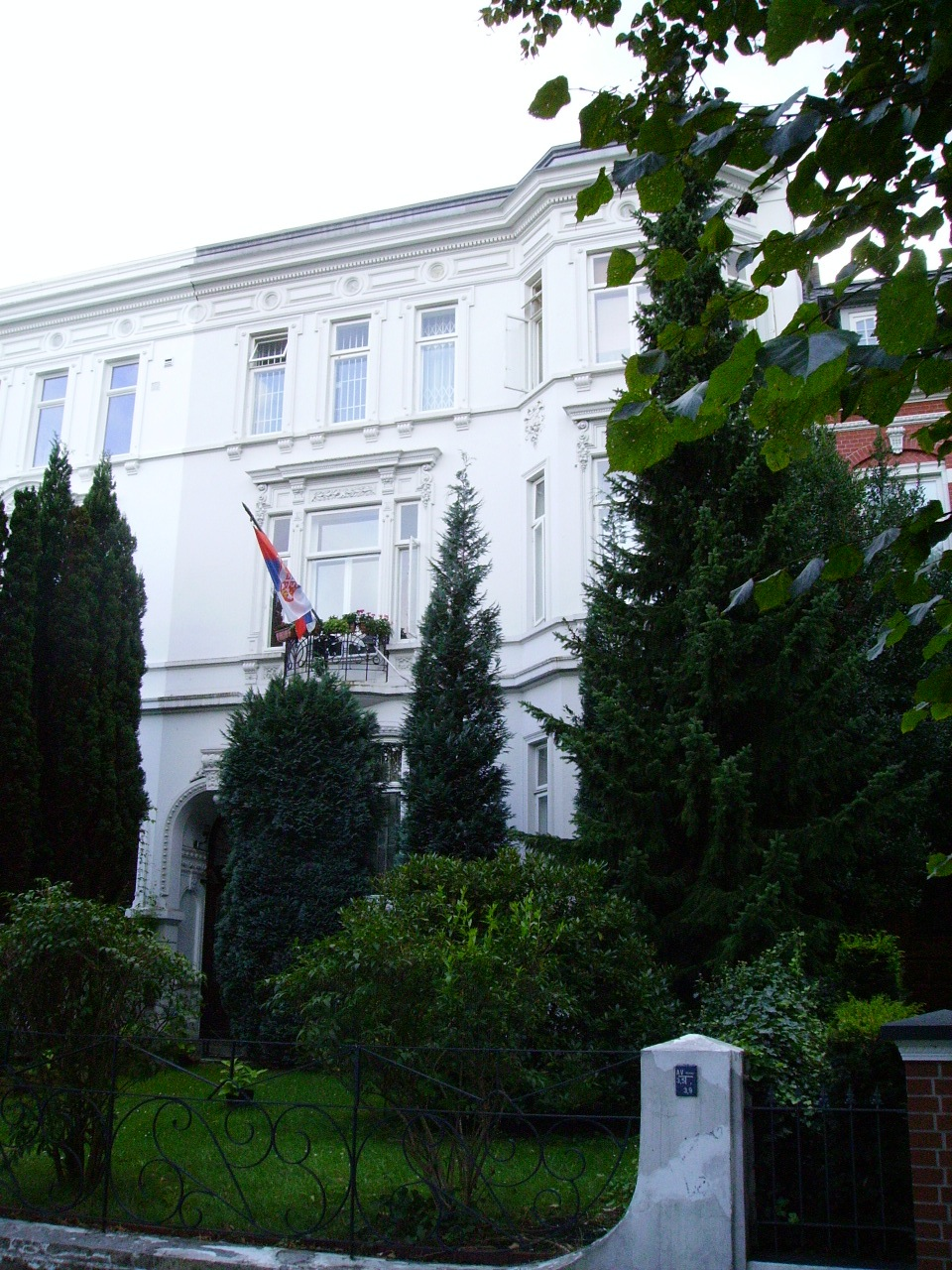
b. siedziba konsulatu przy Harvestehuder Weg 101 (1950)

Konsulat Generalny Rzeczypospolitej Polskiej w Hamburgu (niem. Generalkonsulat der Republik Polen in Hamburg) – polska placówka konsularna działająca w latach 1919–1939, 1949–1951 i od 1989.
Obszar konsularny obejmuje: Bremę, Dolną Saksonię, Hamburg, Szlezwik-Holsztyn.

## Historia
Pierwszy polski urząd konsularny w Hamburgu został powołany w 1919 w randze Biura Informacyjnego dla Spraw Konsularnych, będącym ekspozyturą Konsulatu Generalnego RP w Berlinie. W 1921 Biuro zostało przekształcone w Konsulat RP, w 1931 w Konsulat Generalny.
Ponownie swoją placówkę w tym mieście – konsulat władze polskie utworzyły w ramach Polskiej Misji Wojskowej w Niemczech w 1948, konsulat generalny w 1989.

## Kierownicy konsulatu
- 1919–1921 – Maksymilian Gajdziński, sekr. kons.
- 1921 – Franciszek Charwat, kons. gen.
- 1921–1925 – Alf Pomian, kons.
- 1925–1930 – Władysław Namysłowski, kons.
- 1930–1931 – Mikołaj Samson Himmelstjema, kons.
- 1931–1936 – Emil Kipa, kons. gen.
- 1936–1939 – Władysław Ryszanek, kons. gen.

- 1948 – Czesław Michalski, konsul
- 1991–1995 – Marek Rzeszotarski, kons. gen.
- 1995–2001 – Mieczysław Sokołowski, kons. gen.
- 2001–2005 – Andrzej Kremer, kons. gen.
- 2005–2007 – Jan Granat, kons. gen.
- 2008–2013 – Andrzej Osiak, kons. gen.
- 2014–2016 – Marian Cichosz, kons. gen.
- 2017–2019 – Piotr Golema, kons. gen.
- 2019–2020 – Mariusz Pindel, p.o. kons. gen.
- od 31 sierpnia 2020 – Paweł Jaworski, kons. gen.

## Siedziba
Jego siedziba mieściła się kolejno – przy Michaelisstraße 19 (1920), Hansaplatz 11 (1921), Kirchenallee 27 (1922–1930), Mittelweg 14 (1931–1932), oraz przy Johnsallee 13 (1933–1939). W 1949 Konsulat miał swoją siedzibę przy Burchardstraße 14, oraz przy Harvestehuder Weg 101 (1950) i Jungfernstieg 16 (1951). Obecnie Konsulat mieści się przy Gründgensstraße 20 (2017).